# Фаусек, Юлия Ивановна
Юлия Ивановна Фаусек (Андрусова; 3 [15] июня 1863, Керчь — 1942, Ленинград) — русский педагог в области дошкольного воспитания и начального образования, сестра геолога и палеонтолога академика Н. И. Андрусова, жена биолога профессора Московского университета В. А. Фаусека.

## Биография
Родилась в семье штурмана Российского Общества пароходства и торговли; рано лишилась отца. Училась в Керченской женской гимназии; в 1884 окончила Высшие женские (Бестужевские) курсы. Преподавала биологию в средних женских учебных заведениях Петербурга, продолжая заниматься наукой.
Позднее, отойдя от биологической науки, стала заниматься проблемами дошкольной педагогики. Посетила Италию для изучения педагогического метода Марии Монтессори и стала наиболее видным пропагандистом этого метода в России. В 1913 году в Частном 8-классном Коммерческом училище М. А. Шидловской Мин-ва торговли и промышленности открыла первый в России детский сад по системе Монтессори. В 1918 году возглавила детский сад при 25-й Советской школе, которая располагалась в здании бывшей Николаевской гимназии на ул. Офицерской (ныне Декабристов). Тогда же начала преподавать в Институте дошкольного воспитания и Ленинградском государственном педагогическом институте имени А. И. Герцена. С июня 1920 года в здание института на Мойке 48 переехал и её детский сад по системе Монтесори. Его посещали 200 детей в возрасте от одного года до девяти лет.
В 1926 году новые методы в педагогике были запрещены по идеологическим мотивам; тем не менее Ю. И. Фаусек продолжала разрабатывать идеи Монтессори.
Умерла в блокадном Ленинграде. Оставила воспоминания, хранящиеся в Российской национальной библиотеке (частично опубликованы).

## Семья
Муж — Виктор Андреевич Фаусек (1861—1910) — профессор, директор Высших женских (бестужевских) курсов.
Дети:
- Сын — Всеволод Викторович Фаусек (1889, С.-Петербург — 15.01.1910, С.-Петербург);
- Сын — Владимир Викторович Фаусек (1892, С.-Петербург — 1.07.1915, С.-Петербург);
- Дочь — Наталия Викторовна Фаусек (1893, С.-Петербург — 1953[6]) — актриса, заслуженная артистка РСФСР[7];
- Сын — Николай Викторович Фаусек (1894, Неаполь — 1938, Москва).

## Память
В городе Керчи, на улице Айвазовского, в ветхом состоянии сохранился дом, в котором Андрусовы провели детство.

## Избранные труды[8]
- Андрусова Ю. И. Инфузории Керченской бухты: Из работ зоол. лаборатории Сиб. ун-та. — СПб.: тип. В. Демакова, 1886. — 24 с. — (Отт. из // С.-Петерб. о-во естествоиспытателей / Тр. – 1886. – Т. 17, Вып. 1.).
- Геометрия в элементарной школе Монтессори / Пер. с итал.: Ю. Фаусек. — [Пг.]: Начатки знаний, 1922. — 24 с.
- Таубман В. В., Фаусек Ю. И. Теория и практика детского сада Монтессори. — Пг.; М.: Мысль, 1923. — 133 с.
- Фаусек Ю. И. Бумажное царство: Вырѣзывание изъ цвѣтной бумаги, какъ пособіе при веденіи «предметныхъ уроковъ»: Вып. 1. — СПб.: Я. Башмаков и К˚, 1912. — 31 с.
- Фаусек Ю. И. Грамматика у маленьких детей по Монтессори. — М.; Л.: Гос. изд-во, 1928. — 76 с. — (Б-ка педагога). — 4000 экз.
- Фаусек Ю. И. Детский сад Монтессори: Опыты и наблюдения в течение семилетней работы в детских садах по системе Монтессори. — Берлин; Пб.; М.: З. И. Гржебин, 1923. — 215 с. || Детский сад Монтессори: Опыты и наблюдения в течение двенадцатилетней работы в детских садах по системе Монтессори. — 2-е изд., испр. — М.; Л.: Госиздат, 1926. — 224 с. — (Б-ка педагога).
- Фаусек Ю. И. Значение рисования в школе Монтессори: Опыты и наблюдения. — Пб.: Время, 1923. — 62 с.
- Фаусек Ю. И. Как живёт Баба-Яга. — СПб.: т-во О. Н. Поповой, 1913. — 16 с.
- Фаусек Ю. И. Как жили Наташа и Коля: [Рассказы для детей]. — М.: Посредник, 1928. — Т. 1–6. — 67 с. — (Кн. 1. На улице; кн. 2. Дома; кн. 3. В гостях у бабушки; кн. 4. В саду осенью; кн. 5. В саду зимой; кн. 6. Товарищи).
- Фаусек Ю. И. Метод Монтессори в России. — Петроград: Время, 1924. — 82 с.
- Фаусек Ю. И. Мѣсяцъ в Римѣ в «Домахъ дѣтей» Маріи Монтессори. — Петроград: тип. М. Волкова, 1915. — 189 с.
- Фаусек Ю. И. О внимании у маленьких детей (по Монтессори): Доклад, чит. в психол. лаборатории Педагогич. музея. — Петроград: Начатки знаний, 1922. — 16 с. — (Педагогич. б-ка, № 9).
- Фаусек Ю. И. Обучение грамоте и развитие речи по системе Монтессори. — М.: Гос. изд-во, 1922. — 107 с. || . — Л., 1924. — 113 с.
- Фаусек Ю. И. Обучение счёту по системе Монтессори. — Л.: Гос. изд-во, 1924. — 120 с. — (Учебники и учеб. пособия для труд. школ).
- Фаусек Ю. И. Похищенная принцесса: Драматич. сказка въ 4-хъ д. для дѣтск. театра. — СПб.: тип. акц. о-ва Брокгаузъ-Ефронъ, 1909. — 36 с.
- Фаусек Ю. И. Развитие интеллекта у маленьких детей (по Монтессори). — Петроград: Начатки знаний, 1922. — 23 с. — (Педагогич. б-ка, № 10).
- Фаусек Ю. И. Самостоятельные занятия учащихся 1–4 классов школы. — Л., 1940. — 48 с. — 1500 экз.
- Фаусек Ю. И. Школьный материал Монтессори: Грамота и счёт. — М.; Л.: Гос. изд-во, 1929. — 118 с. — (Б-ка педагога). — 4000 экз.
- Фаусек Ю. И., Сидорова М. А. Как мы занимаемся. — Пб.: Огни, 1922. — 20 с.
- Школьный дидактический материал Монтессори в обработке Ю. И. Фаусек. — М.: Гос. изд-во, 1930. — 210 с. — 5000 экз.